# Dichotomius irinus
Dichotomius irinus là một loài bọ cánh cứng trong họ Bọ hung (Scarabaeidae).